# 話本
話本，意思是說話（或詞話）的底本，也可以叫做“說話”，自宋代开始流行說話的娛樂形式，即我們認為的說書，其內容為說書人講唱各種題材類型的故事，其講唱內容的底本，即稱為「話本」。话本也可以阅读，相当于现在的小说。明代以後有專門供讀者閱讀，而非說書人使用的本子，是為「擬話本」。

## 發展
話本小說在宋代形成。宋朝的話本能興盛發展，其原因主要有兩大主因：
- 文言小說的沒落

唐傳奇是文言小說的高峰，但到了宋代，通俗文學已普遍習慣用白話文體創作，以白話文為主體的話本便趁勢興起。
- 說唱藝術的繁盛

宋代流行的娛樂──「說話」，原意即為講故事，又加上唐代變文的影響，有說有唱，詩詞說論兼具，由於此一表演的興盛，其內容的原稿底本自然受人重視。

## 形式
一篇話本可分為三個部份：入話、正文、結尾。
- 入話：在正文之前，或先吟誦幾首詩詞，或先講述一個小故事。[2]
- 正文：話本的主體，以白話文為主，經常出現「話說」、「卻說」、「且說」等字樣以引出正文。有時會用「看官」、「諸君」、「諸公」等，引人注意。在開頭、結尾，或描寫故事場景、勾劃人物風貌時，往往插進駢文、聯語、詩、詞或另一個故事，藉以渲染氣氛。
- 結尾：常在故事引人入勝處突然中止，在結尾處說「欲知後事如何，且聽下回分解。」每講完一個故事，往往加以評論，並對聽眾進行勸戒。

講史話本已形成分章節、立回目的雛形。最初的話本只是說書人的講稿，並不是專對文學的創作，常賴說書人的發揮。

## 內容
宋代說話風氣很盛，說話藝人亦多，自然便有分風格流派，較重要的有四家：
1. 小說：大多是民間短篇故事，以愛情、公案兩類題材為最多，也有俠義、神怪等，十分豐富。
2. 講史：講述歷代興亡和戰爭的故事，表演形式上通常是只說不唱。
3. 說經：講說佛經中的故事，是承襲唐代變文的一脈。
4. 合生：在表演形式上為兩人合作演出，大多是以一人命題，另一人回答的方式表現。

## 作品
《醉翁谈录》将话本小说分为「灵怪」、「烟粉」、「传奇」、「公案」、「朴刀」、「杆棒」、「神仙」、「妖术」八类。短篇集大多收錄在《京本通俗小說》、《清平山堂話本》等集中，明代馮夢龍所編《三言》亦收羅不少。長篇大多是講史，有《新編五代史平話》、《大宋宣和遺事》、《金相平話五種》等流傳。
　

## 影響
話本小說的傳統為章回小說所繼承，許多章回歷史小說，都是從講史話本的基礎上發展起來。到清代的《儒林外史》，章回小說才蛻盡話本文學的痕跡。

## 外部連結
- 中里見敬：〈反思《寶文堂書目》所錄的話本小說與清平山堂《六十家小說》之關係〉（2005）